# Pausa-Mühltroff
Pausa-Mühltroff est une ville de Saxe (Allemagne), située dans l'arrondissement du Vogtland, créée avec effet au 1er janvier 2013 par la fusion de l'ancienne ville de Mühltroff avec la ville de Pausa. La première mention documentaire en tant que ville était dans l'année 1393.

## Composition territoriale
La ville de Pausa-Mühltroff regroupe les anciennes villes de Mühltroff et Pausa et les villages de Ebersgrün, Kornbach, Langenbach, Linda, Oberreichenau, Ranspach, Thierbach, Unterreichenau et Wallengrün.